# Liga a V-a Cluj
Liga a V-a Cluj este organizat de către Asociația Județeana de Fotbal Cluj. Este al doilea nivel ierarhic în cadrul competițiilor organizate de A.J.F. Cluj, după Liga a IV-a Cluj. Deși în alte județe acest nivel este numit Liga a V-a, în Cluj s-a preferat numele de  Campionatul Județean. 

## Format
Este format din cinci serii împărțite pe zone geografice: Cluj, Câmpia Turzii, Mociu, Gherla și Dej, fără a  exista un sistem de promovare-retrogradare între acestea și Liga a IV-a.

## Lista echipelor câștigătoare
| Sezoanele | Cluj                     | Câmpia Turzii                  | Gherla                        | Dej                    | Mociu                    |
| --------- | ------------------------ | ------------------------------ | ----------------------------- | ---------------------- | ------------------------ |
| 2006–2007 | Someșul Gilău II         | ―                              | ―                             | ―                      | Unirea Sagris Corpadea   |
| 2007–2008 | Vulturii Vultureni       | ―                              | Avântul Recea Cristur         | Alvio Cuzdrioara       | Luceafărul Ghirișu Român |
| 2008–2009 | Avântul Recea Cristur    | ―                              | Atletic Olimpia Gherla        | Cetatea Unguraș        | Corpana Corpadea         |
| 2009–2010 | Crișul Izvorul Crișului  | Plaiul Iacobeni                | AS Iclod                      | Cetatea Unguraș        | Corpana Corpadea         |
| 2010–2011 | AS Căpușu Mare           | Plaiul Iacobeni                | Energia Mănăstirea            | Alvio Cuzdrioara       | Recolta Frata            |
| 2011–2012 | Sănătatea Cluj-Napoca II | Plaiul Iacobeni                | AS Băița-Gherla               | Olimpia Jichișu de Jos | Luceafărul Ghirișu Român |
| 2012–2013 | Viitorul Răscruci        | Potaissa 2011 Turda            | Avântul Recea Cristur         | Viile Dejului          | Gloria Cătina            |
| 2013–2014 | Viitorul Răscruci        | Șoimii Câmpia Turzii           | Vulturul Mintiu Gherlii II    | Viile Dejului          | Gloria Cătina            |
| 2014–2015 | Arieșul Mihai Viteazu    | Șoimii Câmpia Turzii           | Viitorul Răscruci             | Someșul Cășeiu         | Gloria Cătina            |
| 2015–2016 | Viitorul Răscruci        | Șoimii Câmpia Turzii           | Zorile Buza                   | Viile Dejului          | Gloria Cătina            |
| 2016–2017 | Bradul Mărișel           | Șoimii Câmpia Turzii           | Unirea Iclod                  | Progresul Nireș        | Gloria Cătina            |
| 2017–2018 | Viitorul Poieni          | Viitorul 2014 Soporu de Câmpie | FC Bonțida                    | Alvio Cuzdrioara       | Luceafărul Ghirișu Român |
| 2018–2019 | Viitorul Gârbău          | Minerul 2016 Iara              | Progresul Nireș               | Someșul Cășeiu         | Gloria Cătina            |
| 2019–2020 | Viitorul Poieni          | Minerul 2016 Iara              | FC Bonțida                    | Someșul Cășeiu         | Meteor Mociu             |
| 2020–2021 | Nu s-a disputat          | Nu s-a disputat                | Nu s-a disputat               | Nu s-a disputat        | Nu s-a disputat          |
| 2021–2022 | Someșul Gilău II         | Progresul Boian                | Luceafărul Orman              | Young Boys Dej         | Unirea Cămărașu          |
| 2022–2023 | Viitorul Poieni          | Șoimii Câmpia Turzii           | Înfrățirea Livada             | Energia Mănăstirea     | Luceafărul Ghirișu Român |
| 2023–2024 | Viitorul Poieni          | Uniți Sub Tricolor Cornești    | Avântul Bizonii Recea Cristur | Progresul Cuzdrioara   | Meteor Mociu             |
| 2024–2025 | Luceafărul Ghiriș (Est)  | Amicii Turda                   | FC Bonțida                    | Progresul Cuzdrioara   | Avântul Vaida Cămăraș    |
| 2024–2025 | Someșul Gilău (Vest)     | Amicii Turda                   | FC Bonțida                    | Progresul Cuzdrioara   | Avântul Vaida Cămăraș    |

1. ↑  Sezonul 2019–20 a Ligii a V-a Cluj a fost suspendat în martie 2020 din cauza Pandemiei de COVID-19 din România.
2. ↑  Nu s-a disputat din cauza Pandemiei de COVID-19 din România.[2]

## Palmares
| Club                     | Titluri | Sezoane căștigătoare                                           |
| ------------------------ | ------- | -------------------------------------------------------------- |
| Gloria Cătina            | 6       | 2012–2013, 2013-14, 2014–2015, 2015–2016, 2016–2017, 2018–2019 |
| Șoimii Câmpia Turzii     | 5       | 2013-14, 2014–2015, 2015–2016, 2016–2017, 2022–2023            |
| Luceafărul Ghirișu Român | 5       | 2007–2008, 2011–2012, 2017–2018, 2022–2023, 2024–2025,         |
| Viitorul Răscruci        | 4       | 2012–2013, 2013-14, 2014–2015, 2015–2016                       |
| Viitorul Poieni          | 4       | 2017–2018, 2019–2020, 2022–2023, 2023–2024                     |
| Plaiul Iacobeni          | 3       | 2009–2010, 2010–2011, 2011–2012                                |
| Avântul Recea Cristur    | 3       | 2007–2008, 2008–2009, 2012–2013                                |
| Alvio Cuzdrioara         | 3       | 2007–2008, 2010–2011, 2017–2018                                |
| Someșul Cășeiu           | 3       | 2014–2015, 2018–2019, 2019–2020                                |
| FC Bonțida               | 3       | 2017–2018, 2019–2020, 2024–2025,                               |
| Cetatea Unguraș          | 2       | 2008–2009, 2009–2010                                           |
| Corpana Corpadea         | 2       | 2008–2009, 2009–2010                                           |
| Minerul Iara             | 2       | 2018–2019, 2019–2020                                           |
| Someșul Gilău II         | 2       | 2006–2007, 2021–2022                                           |
| Energia Mănăstirea       | 2       | 2010–2011, 2022–2023                                           |
| Meteor Mociu             | 2       | 2019–2020, 2023–2024                                           |
| Progresul Cuzdrioara     | 2       | 2023–2024, 2024–2025                                           |